# Tool
Tool je americká progressive metalová skupina, založená v roce 1990 v Los Angeles v Kalifornii. K jejímu založení došlo víceméně náhodně, když se Danny Carey (bubeník) nabídl svému sousedovi zpěváku Maynardu Jamesi Keenanovi, kytaristovi Adamu Jonesovi a baskytaristovi Paul d'Amourovi jako náhrada za bubeníka, který se nedostavil. Jeho rozhodnutí se ukázalo být správným poté, co se stali velice úspěšnou skupinou představující „tajemno, nejasný hlubinný metal s vytříbenou okázalostí art rocku“ – nejznatelněji na jejich významném druhém albu Ænima (1996). Postupem času získávali uznání a byli oceňováni kritikou především za komplexní a stále se vyvíjející zvuk, od jejich prvního heavy metalového alba až po více progresivní skládání písní na albu Lateralus (2001).
Celkový zvuk Tool je popisován jako „skřípající post-Jane's Addiction heavy metal“ nebo také jako „primitivní zvuk, který je výrazný až znepokojivý“. Jsou známi nejen svými filosofickými a spirituálními odkazy v textech: evoluce a psychologie Carla Gustava Junga (Forty-Six & 2), náboženství (Opiate) a transcendentno (Lateralus), ale také písněmi obsahujícími „komplexní změny rytmu, znepokojující hlasy a nápor ve změnách dynamičnosti“, což často ústí v nadprůměrně dlouhou skladbu. Navíc, většina jejich videoklipů byla vytvořena ve stylu stop-motion animace kytaristou Jonesem ve stylu Bratří Quayů – „zvláštní skládanku připomínající krátké čtyřminutové filmy“ – které ještě víc posilují vnímání Tool jako „temné znepokojivé“ skupiny.
Sami Tool řadí mezi skupiny, které je nejvíce ovlivnily, například King Crimson, Led Zeppelin, Pink Floyd, Rush, Meshuggah a počátky skupiny Yes. Na druhé straně i jejich hudba je považována mnohými kritiky a umělci za více než vlivnou.
Dne 5. května 2019 odehrála kapela živý koncert na festivalu Welcome to Rockville, kde zahrála dvě nové skladby „Descending“ a „Invincible“. Dne 8. května 2019 oznámila skupina nové album (Fear Inoculum), jež vyšlo 30. srpna 2019.

## Historie

### Počátky (1990–1995)
Během osmdesátých let se budoucí členové Tool, kytarista/baskytarista Paul d'Amour, bubeník Danny Carey, kytarista Adam Jones a zpěvák Maynard James Keenan shodou okolností ubytovali v Los Angeles — kde d'Amour a Jones chtěli vstoupit do filmového průmyslu, Carey byl již profesionálním bubeníkem ve skupině Carole King, Pigmy Love Circus a Green Jellÿ. Keenan, spolu s d'Amourem a Jonesem založili svoji vlastní skupinu na konci 80. let.
Tool získali okamžitě uznání za jejich první oficiální album, Opiate (1992), pro něž si vypůjčili název ze slavné citace Karla Marxe: „Náboženství […] je opium lidstva.“ Toto EP s šesti skladbami obsahující jedny z nejtvrdších písní, jaké kdy Tool nahráli – včetně singlů „Hush“ a „Opiate“ – si rychle získalo pozornost. Videoklip pro píseň „Hush“ byl vytvořen Kenem Andrewsem z kapely Failure. Členové skupiny se v něm objevují nazí a mají zalepenou pusu izolepou; chtějí tak symbolicky protestovat proti cenzuře. Ironií je, že kvůli požadavkům vysílací komise FCC (Federal Communications Commission) požadující cenzuru genitálií členů skupiny, se většinou vysílala pouze ta verze videoklipu, v níž měli členové Tool genitálie přelepeny štítky „parental guidance“.
Krátce poté vydali Tool své první plnohodnotné album Undertow (1993). Většina písní byla totiž vytvořena již v době, kdy se Opiate objevilo na scéně. Následně Tool vyjeli na turné spolu s Rollins Band, Fishbone a Rage Against the Machine. Navíc byli požádáni o vystoupení na vedlejším jevišti na festivalu v Lollapalooze v roce 1993, kde dosáhli nečekaně velkého úspěchu. To pomohlo posílit popularitu nového alba Undertow, které získalo zlaté ocenění od RIAA (Recording Industry Association of America). Album dále ve Spojených státech v květnu 2001 získalo dvě platinová ocenění.
Nicméně skupina si hned na začátku získala také negativní publicitu. Souviselo s vydáním singlu „Prison Sex“ v roce 1994, respektive především s videoklipem k této písni režírovaným kytaristou Adamem Jonesem. MTV zastavila jeho vysílání po několika odvysíláních, podobně se ohradila americká televizní společnost MuchMusic. Oběma společnostem vadilo symbolické zobrazování choulostivého tématu týrání dětí. K objasnění celého problému došlo, až když Tool na jednání s MuchMusic vysvětlili, že jediným námětem písně je minulost a těžké dětství zpěváka Maynarda. Maynard, autor textů k písním Tool, mluvil už dřívějších rozhovorech docela otevřeně o svých antipatiích ke svému nevlastnímu otci.
K dalšímu incidentu došlo v Garden Pavillionu, také známý pod názvem Scientology Celebrity Centre, v Holywoodu, v květnu 1993:
„Tool měli vystoupení v Scientology's Celebrity's Center. Poté, co se dozvěděli, že se jedná o domov tohoto kultu – scientologů, dali na sobě znát svoji nelibost. Napřed Keenan zíral na přepychovou výzdobu, zaplacenou oddanými následovníky L. Ron Hubbarda (zakladatel scientologie), a pak začal při pohledu na diváky bečet do mikrofonu jako ovce, která hledá svého pastevce. 'Béééé! Béééé!' bečel zpěvák.“ (BAM Magazine, prosinec 1994).
V září 1995, chvíli po začátku nahrávání jejich druhého alba, opustil D'Amour skupinu (ale rozešli se jako přátelé). Již v prosinci byl nahrazen Justinem Chancellorem, členem anglické skupiny Peach, se kterou Tool dříve vystupovali na evropském turné.

### Ænima, právní problémy,A Perfect Circlea Salival (1996–2000)
Když se Justin Chancellor stal právoplatným členem skupiny, Tool dokončili své již rozpracované album Ænima. Album následně vyšlo v říjnu 1996. A znovu se objevily problémy týkající se hraní jejich nového singlu, nyní se jednalo o píseň „Stinkfist“. Americká MTV přejmenovala videoklip na „Track #1“ kvůli pro ni nepřístojnému vedlejšímu významu slova „Stinkfist“ a mnoho rádií se snažilo píseň zkrátit nebo změnit její text. Nicméně díky ohromujícímu množství stěžujících si fanoušků se nakonec hrála jenom nezkrácená verze. Také Matt Pinfield, hostitel v pořadu 120 Minutes na MTV, vyjádřil svůj nesouhlas, když si při uvádění videoklipu mával rukou před obličejem a vysvětloval důvod, proč byl pozměněn název. Ænima bylo poslední studiové album Tool po dobu pěti let.

## Aktuálně

### 10,000 Days
Album skupiny Tool 10,000 Days bylo vydáno 28. dubna 2006 v částech Evropy, 29. dubna v Austrálii, 1. května ve Velké Británii a 2. května 2006 v USA. První skladba na albu jménem „Vicarious“ měla svou premiéru v amerických rádiích 17. dubna. Během prvního týdne se jenom v USA prodalo přibližně 550 000 kopií desky, což jim zabezpečilo přední místa i v některých mezinárodních hudebních žebříčcích. Nicméně, recenze 10,000 Days byly méně příznivé než hodnocení předchozího alba Lateralus (jak ukazuje průměr bodů 66/100 na serveru Metacritic).

### Turné
Poslední turné bylo odstartováno po vydání alba 10,000 Days na Coachella Festival 30. dubna 2006. Podobně jako turné k albu Lateralus v roce 2001 následovala hrstka vystoupení v menších prostorách a divadlech v USA, dále festivaly jako Download Festival nebo Rock am Ring spolu se sólovými vystoupeními v Evropě. Na září a říjen 2006 je plánováno velké turné po USA, kde budou hrát Tool ve velkých arénách nebo amfiteátrech po celé zemi, spolu s Isis. V listopadu se vrací do Evropy, a to především do měst, ve kterých doposud nehráli. Následovat bude turné po Austrálii a Novém Zélandu v lednu 2007, s potvrzenými vystoupeními v Sydney a Melbourne, a s mnohými spekulacemi ohledně toho, že by se Tool mohli stát hlavní hvězdou největšího australského festivalu Big Day Out.
Při tomto turné baskytarista Justin Chancellor uvedl, že skupina jíž pracuje na dalším albu, v pořadí již pátém. V květnu 2013 Keenan uvedl, že se již aktivně zapojil do tvorby nového alba psaním textů. Dne 6. března 2014 Crave Online ohlásil, že Adam Jones uvedl, že nové album je kompletní a jeho vydání bude už tento rok. Následující den, Tool vydalo oficiální prohlášení pro Rolling Stone, kde vysvětluje, že Jones pouze žertoval. Dne 15. července 2014, Carey a Jones informovali Rolling Stone, že rodinné závazky a probíhající soudní spor jsou hlavní důvody, proč nahrávání nového alba trvá tak dlouho. V březnu 2015, Jones uvedl, že soudní spor dopadl ve prospěch kapely, a tak mohla skupina obrátil svou pozornost na nahrávání alba. Řekl, že doufá, že album by mohlo být dokončeno do konce roku 2015, ale zdůraznil, že kapela nebude spěchat.

### Vydání nového DVD
20. prosince 2005 byla vydána dvě DVD, jedno obsahující single a videoklip Schism a druhé se skladbou Parabola. Každé DVD také obsahuje dvojkanálový komentář a remix každé z písní od Briana „Lustmord“ Williamse. V Evropě byly DVD singly vydány 9. ledna 2006.
Objevují se také zvěsti o Vicarious DVD, které by bylo zpracováno podobným způsobem jako singly Schism a Parabola. Datum vydání ale není jisté, stejně jako zveřejnění klipu této písně.

## Členové

### Současní členové
- Maynard James Keenan – zpěv (1990 – současnost)
- Justin Chancellor – baskytara (1996 – současnost)
- Adam Jones – kytara (1990 – současnost)
- Danny Carey – bicí (1990 – současnost)

### Bývalí členové
- Paul D'Amour – baskytara (1990–1995)

## Diskografie

### Studiová alba
- Undertow (1993, Zoo/BMG/Volcano: USA, 2x platinová deska)
- Ænima (1996, Zoo/BMG/Volcano: USA, 3x platinová deska)
- Lateralus (2001, Volcano II/Tool Dissectional: USA, 3x platinová deska)
- 10,000 Days (2006, Volcano II/Tool Dissectional: USA, 2x platinová deska)
- Fear Inoculum (2019)

### Ostatní
- Tool a.k.a. 72826 demo (1991, Toolshed)
- Opiate EP (1992, Zoo/BMG/Volcano: USA, platinová deska)
- Salival box set (2000, Volcano II/Tool Dissectional: USA)